# Dicionário de Lingüística e Gramática
O Dicionário de Lingüística e Gramática é um dicionário de autoria de Mattoso Câmara Jr. que foi lançado pela primeira vez em 1956, pelo Centro de Pesquisas da Casa Rui Barbosa, então com o nome de "Dicionário de Fatos Gramaticais". A partir da segunda edição, após uma profunda revisão e remodelação, passou a chamar-se "Dicionário de Filologia e Gramática", que vale como um símbolo dessa remodelação, procurando acentuar o caráter da obra e evitar o que no título antigo poderia sugerir profissão de fé no empirismo.
Esse título continuou até a sétima edição, a qual é aqui analisada, passando a ser intitulado “Dicionário de Lingüística e Gramática”. A obra conta com 266 páginas sendo que o trecho intitulado "Sinopse dos Estudos Lingüísticos no Brasil" foi escrito por Hamilton Elia, um dos colaboradores da revisão da 3.º edição do dicionário, e versa sobre o papel de Mattoso Câmara, na história da lingüística no Brasil.